# Buckingham (Illinois)
Buckingham es una villa ubicada en el condado de Kankakee en el estado estadounidense de Illinois. En el Censo de 2010 tenía una población de 300 habitantes y una densidad poblacional de 459,65 personas por km².

## Geografía
Buckingham se encuentra ubicada en las coordenadas 41°2′49″N 88°10′30″O / 41.04694, -88.17500. Según la Oficina del Censo de los Estados Unidos, Buckingham tiene una superficie total de 0.65 km², de la cual 0.65 km² corresponden a tierra firme y (0%) 0 km² es agua.

## Demografía
Según el censo de 2010, había 300 personas residiendo en Buckingham. La densidad de población era de 459,65 hab./km². De los 300 habitantes, Buckingham estaba compuesto por el 99% blancos, el 0% eran afroamericanos, el 0% eran amerindios, el 0% eran asiáticos, el 0% eran isleños del Pacífico, el 0% eran de otras razas y el 1% pertenecían a dos o más razas. Del total de la población el 0.67% eran hispanos o latinos de cualquier raza.